# Herman Battram
Herman Battram, född 25 november 1764, död 11 augusti 1823, var en svensk ämbetsman.
Herman Battram var son till handelsmannen Lars Henrik Battram. Han blev student vid Lunds universitet 1780, avlade juridisk examen där 1782 och blev 1783 auskultant i Göta hovrätt. 1784 blev Battram vice häradshövding 1784, och 1786 auditör och regementsskrivare vid Psilanderhielmska regementet i Stralsund varifrån han hempermitterades till Sverige 1787. Samma år förflyttades han livregementet till häst innan han i slutet av maj blev handsekreterare hertig Karl. 1794 erhöll han avsked från auditörstjänsten och placerades i krigsexpeditionen 1796. Särskilt efter Gustaf Adolf Reuterholm börjat falla i onåd hos hertigen kom Battram att få ett allt större inflytande över Karl. Hedvig Elisabet Charlotta av Holstein-Gottorp använde 1796 Battram för att få till stånd en försoning mellan Gustav IV Adolf och hertig Karl efter det misslyckade besöket i Sankt Petersburg. Då Reuterholm i november 1796 förvisades ur Sverige, fick Battram uppdraget att ta hand om hans tillhörigheter.
År 1809 blev han vid hertig Karls kröning kungens handsekreterare och adlades 14 dagar efteråt med namnet Battram och introducerades under nummer 2 205, upphöjd till friherre 1818 med nummer 374. Slöt själv ätten vid sin död. I oktober 1809 blev han handsekreterare i hovexpeditionen och erhöll samtidigt kansliråds namn, heder och värdighet. Samma år blev han riddare av Nordstjärneorden. Battram var en ivrig anhängare av Georg Adlersparre, och spelade en betydelsefull roll i att påverka kungen i enlighet med Adlersparres önskemål. Han var en ivrig motståndare till Jean Baptiste Bernadottes val till svensk tronföljare och förlorade större delen av sitt inflytande efter dennes ankomst till Sverige. 1815 erhöll han statssekreterares namn, heder och värdighet. Battram upphöjdes 1818 till friherrligt stånd.